# 조선영화동맹
조선영화동맹(朝鮮映畵同盟)은 1945년 12월에 미군정 지역에서 결성된 영화인 단체이다.

## 개요
조선영화동맹은 조선영화건설본부와 조선프롤레타리아영화동맹이 통합하여 조직한 단체이다. 두 단체는 모두 좌익 계열의 단체라는 공통점이 있었으나, 상대적으로 조선영화건설본부 쪽이 온건한 인사들로 구성되어 일제 강점기 말기에 친일 경력이 있는 인물도 포함하는 등 개량주의적 성향을 보였다. 조선영화건설본부의 온건한 노선에 반대한 일부 좌익 영화인들이 별도로 1945년 11월에 조선프롤레타리아영화동맹을 구성하였다. 이에 좌파 영화인들이 분열하는 것을 우려하여 민주주의민족전선 계열의 지도로 통합 움직임이 생겨났고, 다음달인 12월 16일에 두 단체가 통합하여 조선영화동맹을 출범시켰다.
그러나 미군정과 대립각을 세운 조선영화동맹의 활동은 미군정이 좌익 세력에 대한 강경책을 쓰면서 중단되었고, 핵심 인물들이 월북하여 해체되었다. 월북한 조선영화동맹 출신 영화인들은 조선민주주의인민공화국의 북조선영화동맹과 이를 계승한 조선영화인동맹 체제로 흡수되었다.

## 조직과 구성
조선영화동맹은 민주주의민족전선 산하 기관 형식으로 구성되었다. 중앙 조직을 먼저 건설한 뒤 1946년 말부터는 지방 조직도 차례로 구성되었다.
인적 구성은 모체인 조선프롤레타리아영화동맹을 중심으로 조선영화건설본부 계열의 인물이 혼재되었다. 조선프롤레타리아영화동맹에는 조선영화건설본부에 비하여 주로 영화계 경력이 부족하거나 전문 영화인으로 보기 어려운 인물도 포함되어 있었다. 대신 조선영화건설본부에 비하여 일제 강점기 동안의 경력이 비교적 깨끗했다.
중앙집행위원장은 안종화가 맡고, 추민이 서기장이 되었다. 중앙집행위원장이 우익 계열인 안종화인데서 알 수 있듯, 좌우 대립이 격화되기 전이라 후에 우익 영화인으로 분류되는 인물도 다수 포함되어 있었다. 참가자 중 김한, 문예봉, 독은기, 서광제, 김정혁 등은 곧 시작된 미군정의 좌익 탄압을 피해 삼팔선 북쪽으로 넘어갔으나, 이재명, 이병일, 이창용, 이명우, 박기채 등은 대한민국에 남은 우익계 영화인들이다.
우익 영화인들이 빠져나가면서 차츰 조선영화동맹을 주도하게 된 추민과 서광제도, 같은 좌파 계열이었으나 그 안에서 노선에 차이를 보였다. 영화계의 예술지상주의를 강하게 비판했던 미술인 출신의 추민은 민주주의민족전선의 노선에 충실할 것을 요구하여 좀 더 좌파적인 입장을 보였고, 영화 현장에서의 경험이 더 많았던 서광제는 영화계의 현실을 인정하려는 현실주의적 자세를 보였다.

## 활동
조선영화동맹의 강령은 일본 제국주의 잔재의 소탕, 봉건주의 잔재의 청산, 국수주의의 배격, 진보적 민족영화의 건설이었다. 실제 사업은 영화의 대중화를 위한 여러 활동과 영화산업과 관련된 정책 수립에 좌파적 견해를 내세운 것으로 집중된다.
영화의 대중화를 위해서는 영화 강좌 등 영화와 관련된 이벤트를 기획하여 전개하였고, 자체적으로 《해방뉴스》와 다큐멘터리를 제작하여 상영하였다. 민주주의민족전선의 결성 과정과 활동을 담은 《민족전선》이 대표적이다. 이러한 기록영화는 정치적인 목적으로 제작되어 전국적으로 이동 상영되었다. 영화 정책의 기본틀로는, 강력한 국영체제를 수립하여 국가적으로 관리되고 지원되는 체제, 일명 "영화국영론"을 제시하였다.
미군정 하에서 군정청의 특혜를 받으며 미국 영화가 다량으로 도입, 유통되는 현상에 대해서는 비판적인 자세를 취하였다. 조선영화동맹은 미국 영화의 독점이 문화적 침략이라며 우려하였고, 미국 영화로 인해 피해를 보는 조선 영화에 대한 보호책  마련을 요구했다. 또한 조선총독부의 영화 정책을 그대로 계승한 미군정의 영화법에 대하여 철폐 투쟁을 벌였다.

## 같이 보기
- 조선영화건설본부
- 조선영화인동맹

## 참고자료
- 호현찬 (2003년 12월 24일). 〈8. 영화계의 좌우 대립〉. 《한국영화 100년》. 서울: 문학사상사. ISBN 897012621X.